# Jon A. Vereide
Jon A. Vereide (14. oktober 1865-7. december 1952) var en norsk landmand og lokalpolitiker i Gloppen. Han var uddannet agronom, og blev borgmester i Gloppen i Sogn og Fjordane første gang fra 1914 til 1919, og igen fra 1923 til 1928.
Vereide giftede sig i 1899 med Oline Lotsberg fra Lote. De fik seks børn.